# Paul Reade
Pour les articles homonymes, voir Reade.
Paul Reade est un compositeur britannique né le 10 janvier 1943 et mort le 7 juin 1997.

## Filmographie
- 1976 : The Flumps (série TV)
- 1979 : Antiques Roadshow (série TV)
- 1980 : The Swish of the Curtain (série TV)
- 1980 : A Tale of Two Cities (feuilleton TV)
- 1982 : Tangiers
- 1983 : Jane Eyre (feuilleton TV)
- 1985 : The Lady's Maid's Bell (TV)
- 1987 : The Lady's Not for Burning de Julian Amyes (TV)
- 1989 : Tom's Midnight Garden (feuilleton TV)
- 1991 : The Victorian Flower Garden (série TV)